# Engleska nogometna reprezentacija do 21 godine
Engleska nogometna reprezentacija do 21 godine nogometna je reprezentacija za koju nastupaju nogometaši Englesku koji su stari 21 ili manje godina.
Engleska do 21 godine svoju ju prvu utakmicu odigrala 15. prosinca 1976. protiv Walesa. Engleska do 21 godinu 15 se puta plasirala na UEFA Europsko prvenstvo do 21 godine, a dva puta su ga osvojili, 1982. i 1984. Engleska do 21 nema stalni stadion. Igraju na stadionima širom Engleske, pokušavajući potaknuti mlađe navijače u svim dijelovima zemlje da prisustvuju utakmicama. Rekordna posjećenost na utakmici Engleske do 21 godine zabilježena je 24. ožujka 2007. godine, kada je igrala protiv Italije do 21 godine pred nešto manje od 60000 ljudi na novootvorenom stadionu Wembley, što je također svjetski rekord po posjećenosti na bilo kakvoj U21 utakmici.

## Vanjske poveznice
- Službena stranica Engleske nogometne reprezentacije do 21 godine